# ABSC-Snookerafrikameisterschaft
Die ABSC-Snookerafrikameisterschaft ist ein Snookerturnier, das von der African Billiards & Snooker Confederation (ABSC) ausgetragen wird.

## Geschichte
Erstmals ausgetragen wurde das Turnier 1993 und findet in der Regel jährlich statt. Seit 2010 wird zudem eine Meisterschaft im Six-Red-Snooker ausgetragen; seit 2015 werden Titel für Senioren und Frauen ausgespielt. Erster Titelträger der Männer war Ismael Teeluck aus Mauritius, alle folgenden Titelträger stammten entweder aus Ägypten oder Südafrika.
2012 wurde erstmals ein Platz für den Sieger des Turniers für die Snooker Main Tour vergeben. Da der bereits über 50-Jährige Peter Francisco verzichtete, erhielt Mohamed Khairy den Platz auf der Profitour. Danach wurde der Afrikasieger unregelmäßig für die Profitour berücksichtigt. 2018 wurde Mohamed Ibrahim nicht vom Kontinentalverband nominiert, sondern bekam eine Wildcard des Weltverbands.
Nachdem die Afrikameisterschaft 2019 aufgrund von Terminschwierigkeiten abgesagt werden musste, vergab der Verband den Main-Tour-Platz an den Sieger des Snookerwettbewerbs der Afrikaspiele 2019, Amine Amiri.

## Sieger
| Jahr        | Austragungsort    | Männer               | Männer            | Männer                   | 6-Reds             | Masters           | Frauen            |
| Jahr        | Austragungsort    | Sieger               | Ergebnis          | Finalist                 | 6-Reds             | Masters           | Frauen            |
| ----------- | ----------------- | -------------------- | ----------------- | ------------------------ | ------------------ | ----------------- | ----------------- |
| 1993        | Mauritius         | Ismael Teeluck       | unbekannt         | unbekannt                | nicht ausgetragen  | nicht ausgetragen | nicht ausgetragen |
| 1994        | Port Louis        | Bernie Jones         | 11:10             | Schalk Mouton            | nicht ausgetragen  | nicht ausgetragen | nicht ausgetragen |
| 1995        | Durban            | Warren Horsley       | 11:80             | Bernie Jones             | nicht ausgetragen  | nicht ausgetragen | nicht ausgetragen |
| 1996        | Südafrika         | Hitesh Naran         | 11:80             | Warren Horsley           | nicht ausgetragen  | nicht ausgetragen | nicht ausgetragen |
| 1999        | Ägypten           | Warren Horsley       | 6:5               | Munier Cassim            | nicht ausgetragen  | nicht ausgetragen | nicht ausgetragen |
| 2000        | Marokko           | Mohamed El Hamy      | 5:4               | Sherif A. Senna          | nicht ausgetragen  | nicht ausgetragen | nicht ausgetragen |
| 2002        | Kairo             | Hesham Abbas         | 5:2               | Wael Talaat              | nicht ausgetragen  | nicht ausgetragen | nicht ausgetragen |
| 2007        | Casablanca        | Wael Talaat          | 5:4               | Mohamed Elkhayat         | nicht ausgetragen  | nicht ausgetragen | nicht ausgetragen |
| 2008        | Tripolis          | Mohamed El Hamy      | 6:2               | Mohamed Elkhayat         | nicht ausgetragen  | nicht ausgetragen | nicht ausgetragen |
| 2009        | Johannesburg      | Wael Talaat          | 6:0               | Mohamed Elkhayat         | nicht ausgetragen  | nicht ausgetragen | nicht ausgetragen |
| 2010        | Kairo             | Mohamed Elkhayat     | 6:1               | Wael Talaat              | Hassan Samir       | nicht ausgetragen | nicht ausgetragen |
| 2011        | Kairo             | Wael Talaat          | 6:4               | Mohamed El Hamy          | Wael Talaat        | nicht ausgetragen | nicht ausgetragen |
| 2012        | Johannesburg      | Peter Francisco      | 6:2               | Mohamed Khairy 1         | Mohamed Ibrahim    | nicht ausgetragen | nicht ausgetragen |
| 2013        | Marrakesch        | Peter Francisco      | 6:2               | Khalid Belaied Abumdas 1 | Ahmed Galal        | nicht ausgetragen | nicht ausgetragen |
| 2015        | Tunis             | Hatem Yassin 1       | 6:5               | Mohamed Khairy           | Ahmed Galal        | Walid Hamdy       | Jeanne Young      |
| 2016        | Scharm el-Scheich | Peter Francisco      | 6:1               | Wael Talaat              | Basem Eltahhan     | Ahmed Galal       | nicht ausgetragen |
| 2017        | Hammamet          | Basem Eltahhan 1     | 6:5               | Wael Talaat              | Mohamed Ibrahim    | Peter Francisco   | nicht ausgetragen |
| 2018        | Kairo             | Mohamed Ibrahim 1    | 6:1               | Mostafa Dorgham          | Mohamed Khairy     | Wael Talaat       | nicht ausgetragen |
| 2019 – 2021 | nicht ausgetragen | nicht ausgetragen    | nicht ausgetragen | nicht ausgetragen        | nicht ausgetragen  | nicht ausgetragen | nicht ausgetragen |
| 2022        | Casablanca        | Mohamed Ibrahim 1    | 5:4               | Hesham Shawky            | Mahmoud El Hareedy | Mohamed Khairy    | Yousra Matine     |
| 2023        | Casablanca        | Mostafa Dorgham 1    | 5:2               | Mohamed Khairy           | Mohamed Khairy     | Mohamed Khairy    | Hind Bennani      |
| 2024        | Johannesburg      | Hatem Yassin 1       | 6:5               | Abdelrahman Shahin       | Omar Ramy          | Charl Jonck       | Chantelle Penny   |
| 2025        | Saïdia            | Mahmoud El Hareedy 1 | 6:1               | Yassine Bellamine        | Abdul Allie        | Mohamed Elkhayat  | Yousra Matine     |